# كوشاد إبطي الأزهار
كوشاد إبطي الأزهار (الاسم العلمي:Gentiana axilliflora) هو نوع من النباتات يتبع جنس الكوشاد من الفصيلة الكوشادية.